# Kościół św. Apostołów Piotra i Pawła w Dołgiem
Kościół św. Apostołów Piotra i Pawła w Dołgiem – katolicki kościół filialny zlokalizowany we wsi Dołgie w gminie Gryfino, w powiecie gryfińskim (województwo zachodniopomorskie). Jest świątynią filialną parafii Świętej Trójcy w Chwarstnicy.

## Historia i architektura
Kościół został zbudowany na przełomie XV i XVI wieku. Wzniesiony na planie prostokąta, murowany jest z kamienia łupanego i wykończony cegłą. Kościół kryty jest dwuspadowym dachem, szczyty mają formę schodkową. W elewacji zachodniej znajduje się profilowany ostrołukowy portal, jej ozdobiony oculusem szczyt wieńczy niewielka sygnaturka z krzyżem. Otwory okienne umieszczone są w ostrołukowych, uskokowych obramieniach. Wnętrze kościoła pokryte jest tynkiem i pomalowane, w tylnej części znajduje się drewniana empora.
Uszkodzony podczas II wojny światowej kościół po jej zakończeniu nieużytkowany uległ dewastacji. Odbudowano go w 1969 roku. Konsekrował go w dniu 5 stycznia 1969 roku biskup Ignacy Jeż.